# Кантаурі
Кантаурі (груз. კანტაური) — село в Грузії.
За даними перепису населення 2014 року в селі проживає 76 осіб.